# منتزه سينترا كاشكايش الطبيعي

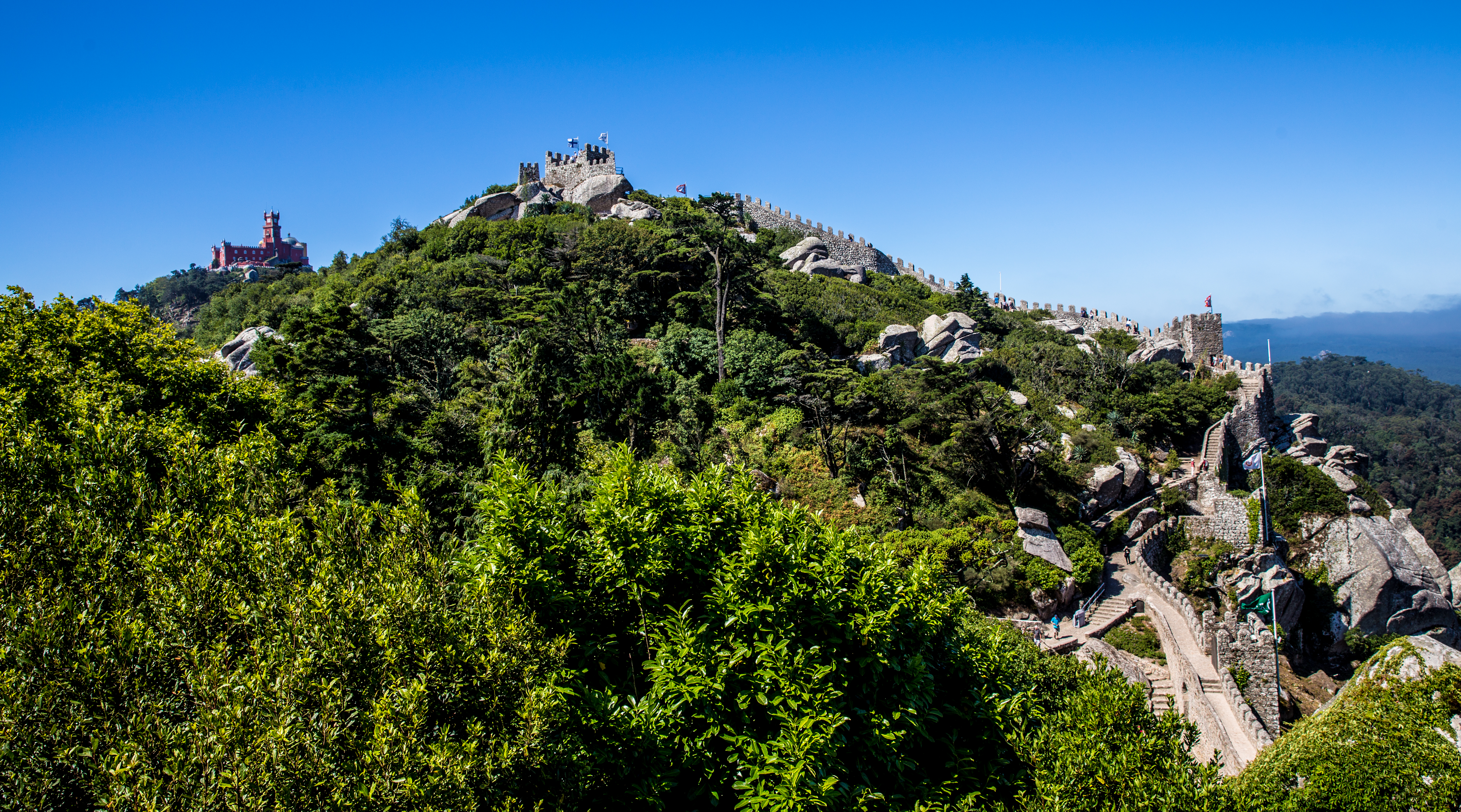
منتزه سينترا كاشكايش الطبيعي

منتزه سينترا كاشكايش الطبيعي هو منتزه يقع على الريفيرا البرتغالية، وهي واحدة من أصل 13 منتزه طبيعي في البرتغال.

## نبذة
أنشأته الحكومة البرتغالية في عام 1994 كمتنزه طبيعي، فقد تمت حماية المنتزة منذ عام 1981. تضم الحديقة سلسلة جبال سينترا ولكنها تمتد على طول الطريق إلى الساحل كابو دا روكا، أقصى نقطة في غرب أوروبا. يقع المنتزة على بعد 25 كم من لشبونة، وهي منطقة سياحية شهيرة تضم العديد من المواقع والمعالم السياحية الفردية والتاريخية والطبيعية.

## المساحة
تبلغ مساحة المنتزة 145 كيلومتر مربع.

## روابط خارجية
- Official Site at the (Portuguese) Institute for Nature Conservation (Portuguese language)